# Leito móvel simulado
O leito móvel simulado (LMS) é uma técnica de separação que deriva do leito móvel verdadeiro (LMV). O LMV é um processo cromatográfico contínuo onde as fases móvel e líquida fluem em contracorrente. Possui habitualmente duas correntes de entrada (alimentação e solvente fresco) e duas de saída (extrato e refinado). A corrente de alimentação é introduzida continuamente a meio do sistema e as duas linhas de produto contêm, cada uma, um dos dois componentes a separar (no caso de uma separação binária). 
O movimento de sólido e fluído promovido pelo LMV traz grandes vantagens para a separação como maior produtividade, no entanto sofre de uma grave desvantagem: o movimento de uma fase sólida é difícil de realizar e causa vários problemas técnicos (desgaste do equipamento, erosão do adsorvente, etc.) que levam ao aumento dos custos de manutenção. O LMS surgiu como uma aplicação prática do conceito do LMV. No LMS são usadas várias colunas pequenas em substituição de uma coluna de LMV e o movimento do sólido é imitando através da mudança periódica das posições das portas das correntes de entrada e saída na direção de escoamento do fluído.